# Дацик Микола Володимирович
Мико́ла Володи́мирович Да́цик (14 червня 1944, Козирщина — сучасний Млинівський район — 4 липня 2012, Зоря, Рівненський район) — український хоровий диригент, композитор та педагог, 1993 — заслужений діяч мистецтв України.

## Життєпис
1972 року закінчив Рівненське музичне училище, 1976 — Київський інститут культури, 1985 — Львівську консерваторію.
Член Національної всеукраїнської музичної спілки.
Професор Рівненського гуманітарного університету.
Працював диригентом-хормейстером Черкаського та художнім керівником Чернігівського державних народних хорів.
Як диригент-хормейстер, разом із Анатолієм Пашкевичем, створював Волинський державний народний хор.
З 1987 року працює організатором та художнім керівником ансамблю пісні і танцю «Зоря».
Блискучий організатор, оригінальний композитор і аранжувальник. Його творчість високо оцінювали Герой України Анатолій Авдієвський, народний артист України Іван Сльота та інші відомі митці.
У його творчому доробку понад 50 авторських творів та понад 100 обробок народних пісень, які є в репертуарі народних хорів, ансамблів та окремих виконавців.
В його диригентському репертуарі:
- «Радуйся, земле»,
- «Щедрий вечір, тобі — Україно»,
- «Народе мій»,
- «Молилася мати», Виступав в дуеті на фестивалі «Червона калина-2011» в Жобрині Рівненського району з Миколою Сивим, головним лікарем санаторію «Червона калина», пісні також виконувала Фарина Наталія-Марія Петрівна.

У 2015 р. започатковано проведення фестивалю вокально-хорового мистецтва ім. Миколи Дацика «Пісень у нас — як в тому полі колосу…».
Видав:
- Репертуарно-методичний збірник творів «Жайворова пісня» (Рівне, 2001),
- Навчально-методичний посібник «Озовусь я в росах рідної землі» (Рівне, 2005),
- Навчальний посібник «Озовусь я в росах…» (вид. 2-ге, переопр. і допов. Рівне, 2007), які вміщують методичні рекомендації, авторські твори, а також обробки українських народних пісень та призначені для використання як навчально-методичний матеріал у процесі навчання студентів мистецьких вузів, а також послужать цінною репертуарною знахідкою для хорових колективів.
- Книгу художньої прози та публіцистики «Вовк на прив'язі» (Луцьк, 2007), на сторінках якої постали розкішні народні типажі, глибокі роздуми, проникливі історичні екскурси.

Про життєвий і творчий шлях знаного композитора, автора сучасних українських пісень, організатора, художнього керівника і головного диригента Державного ансамблю пісні і танцю «Зоря», педагога, професора Інституту мистецтв Рівненського державного гуманітарного університету видано книгу «Микола Дацик: композитор, педагог, диригент» (Рівне, 2014), яка ілюстрована світлинами та спогадами товаришів, друзів, колег по роботі, митців та дає змогу краще відчути неповторну ауру спілкування творчих особистостей, осягнути й оцінити досягнення рівненського митця, уродженця Млинівщини, на всеукраїнському мистецькому полі.
Видано комплект дисків «Із репертуару вокально-хореографічного ансамблю „Зоря“».

## Джерело
- Фестиваль ЧЕРВОНА КАЛИНА-2011 — телеверсія Гала-концерту [Архівовано 5 лютого 2017 у Wayback Machine.]
- Благодійний концерт Волинського хору в с. Зоря (03.10.2014) [Архівовано 15 квітня 2021 у Wayback Machine.]
- Пам'ятну дошку композитору Миколі Дацику відкрили у селі Зоря (28.01.2015) [Архівовано 2 лютого 2017 у Wayback Machine.]
- Як народний спів робив щасливими попередні покоління?(26.02.2015) Так було
- Відеосюжет відкриття фестивалю ім. М. Дацика в с. Зоря (21.06.2015) [Архівовано 15 квітня 2021 у Wayback Machine.]
- Фестиваль вокально-хорового мистецтва ім. Миколи Дацика «Пісень у нас — як в тому полі колосу…» [Архівовано 2 лютого 2017 у Wayback Machine.]

| українська персоналія | Це незавершена стаття про особу, що має стосунок до України. Ви можете допомогти проєкту, виправивши або дописавши її. |